# جراند ثفت أوتو (لعبة فيديو)
جراند ثفت أوتو (بالإنجليزية: Grand Theft Auto)‏ هي لعبة فيديو من نمط المغامرات والإثارة، أنتجت سنة 1997، وتعد اللعبة هي الأقوى في سلسلة لعبة حرب العصابات، وتتحدث القصة في الولايات المتحدة الأمريكة عن حصول بطل اللعبة على أكثر من مليون دولار أمريكي للتنقل بين نيويورك ولوس أنجلوس.

## وصلات خارجية
- غراند ثفت أوتو على موقع IMDb (الإنجليزية)
- Grand Theft Auto official website
- Free download of Grand Theft Auto and Grand Theft Auto 2 as Rockstar Classics
- Grand Theft Auto 1 at Grand Theft Wiki
- Grand Theft Auto 1 1995 design document